# Nippel

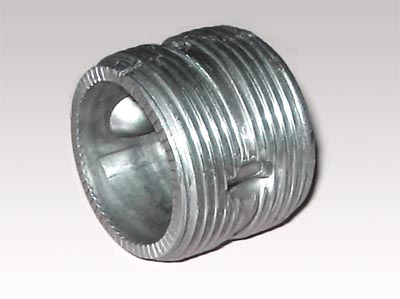
Nippel

En nippel är en koppling som består av en kort rörbit oftast med manlig gänga på vardera ände, som bland annat används inom hydraulik. Nippel kan även avse smörjnippel eller tändnippel. 
Nippelns längd baseras vanligtvis på gängornas ingreppslängd. Vid en rak nippel har mittensektionen vanligen en hexagonal form där en nyckel kan hålla fast eller rotera nippeln. Nippeln kan även ha formen av ett T och har då möjligheten att sammanbinda tre rör eller slangar. Nipplarna kan även utformas med olika vinklar, exempelvis 45° eller 90°. 
Gängorna består vanligtvis av NPT- eller BSP-gängor. Ibland används även metriska gängor.